# SMS Gneisenau (1879)
O SMS Gneisenau foi uma corveta operada pela Marinha Imperial Alemã e a quinta embarcação da Classe Bismarck, depois do SMS Bismarck, SMS Blücher, SMS Stosch e SMS Moltke, e seguido pelo SMS Stein. Sua construção começou em junho de 1877 no Estaleiro Imperial de Danzig e foi lançado ao mar em setembro de 1879, sendo comissionado na frota alemã em outubro do ano seguinte. Era armado com uma bateria composta por catorze canhões de 149 milímetros, tinha um deslocamento de quase três mil toneladas e alcançava uma velocidade máxima de treze nós.
O Gneisenau fez duas grandes viagens internacionais durante sua primeira década de serviço. A primeira delas foi em 1882 com o objetivo de proteger cidadãos alemães no Egito durante a Revolta de Urabi, porém os rebeldes já tinham praticamente sido derrotados por forças britânicas na época que o navio chegou, permitindo que voltasse para casa. A segunda viagem durou de 1884 a 1886 e se focou principalmente nas ambições coloniais alemãs na África. Se envolveu na tomada da África Oriental Alemã e brevemente fez uma viagem pelas colônias alemãs no Oceano Pacífico.
Foi transformado em um navio-escola em 1887 e nesta função se ocupou principalmente de cruzeiros de treinamento e também manobras individuais, em esquadra e em frota. Cruzeiros de longa distância frequentemente alternavam entre as Índias Ocidentais e o Mar Mediterrâneo. O Gneisenau estava em um destes cruzeiros na manhã de 16 de dezembro de 1900 quando ventos fortes o empurram contra um molhe em Málaga, na Espanha, sendo destruído e sofrendo 41 mortos entre oficiais e marinheiros. Não foi possível recuperar seus destroços e eles foram desmontados no local.